# Finnország az 1992. évi téli olimpiai játékokon
Finnország a franciaországi Albertville-ben megrendezett 1992. évi téli olimpiai játékok egyik részt vevő nemzete volt. Az országot az olimpián 8 sportágban 62 sportoló képviselte, akik összesen 7 érmet szereztek.

## Érmesek
| Érem  | Versenyző                                                     | Sportág | Versenyszám           |
| ----- | ------------------------------------------------------------- | ------- | --------------------- |
| Arany | Marjut Rolig-Lukkarinen                                       | Sífutás | Női 5 km              |
| Arany | Toni Nieminen                                                 | Síugrás | Egyéni, nagysánc      |
| Arany | Risto Laakkonen Mika Laitinen Toni Nieminen Ari-Pekka Nikkola | Síugrás | Csapat                |
| Ezüst | Marjut Rolig-Lukkarinen                                       | Sífutás | Női 15 km             |
| Bronz | Harri Eloranta                                                | Biatlon | Férfi 10 km sprint    |
| Bronz | Jari Isometsa Harri Kirvesniemi Mika Kuusisto Jari Räsänen    | Sífutás | Férfi 4 × 10 km váltó |
| Bronz | Toni Nieminen                                                 | Síugrás | Egyéni, normálsánc    |

## Biatlon
Férfi
| Versenyző                                               | Versenyszám      | Lövőhiba      | Időeredmény   | Helyezés      |
| ------------------------------------------------------- | ---------------- | ------------- | ------------- | ------------- |
| Harri Eloranta                                          | 10 km sprint     | 0             | 26:26,6       |               |
| Harri Eloranta                                          | 20 km egyéni     | 1             | 58:15,7       | 5.            |
| Vesa Hietalahti                                         | 10 km sprint     | 2             | 27:25,1       | 17.           |
| Vesa Hietalahti                                         | 20 km egyéni     | 1             | 58:24,6       | 6.            |
| Kari Kataja                                             | 10 km sprint     | 1             | 27:46,5       | 27.*          |
| Kari Kataja                                             | 20 km egyéni     | nem ért célba | nem ért célba | nem ért célba |
| Jaakko Niemi                                            | 10 km sprint     | 2             | 29:04,0       | 57.           |
| Seppo Suhonen                                           | 20 km egyéni     | 8             | 1:07:21,3     | 74.           |
| Vesa Hietalahti Jaakko Niemi Harri Eloranta Kari Kataja | 4 × 7,5 km váltó | 1             | 1:27:39,5     | 8.            |

Női
| Versenyző                                 | Versenyszám      | Lövőhiba | Időeredmény | Helyezés |
| ----------------------------------------- | ---------------- | -------- | ----------- | -------- |
| Mari Lampinen                             | 7,5 km sprint    | 3        | 27:46,1     | 34.      |
| Mari Lampinen                             | 15 km egyéni     | 6        | 57:44,8     | 31.      |
| Terhi Markkanen                           | 7,5 km sprint    | 2        | 27:20,7     | 28.      |
| Terhi Markkanen                           | 15 km egyéni     | 4        | 58:08,9     | 37.      |
| Johanna Saarinen                          | 7,5 km sprint    | 4        | 28:48,6     | 53.      |
| Johanna Saarinen                          | 15 km egyéni     | 3        | 59:27,0     | 45.      |
| Tuija Sikiö                               | 7,5 km sprint    | 2        | 28:21,4     | 45.      |
| Tuija Sikiö                               | 15 km egyéni     | 1        | 54:03,0     | 14.      |
| Mari Lampinen Tuija Sikiö Terhi Markkanen | 3 × 7,5 km váltó | 0        | 1:20:17,8   | 5.       |

* - egy másik versenyzővel azonos eredményt ért el

## Északi összetett
| Versenyző                                 | Versenyszám | Síugrás | Síugrás | Síugrás    | Sífutás       | Sífutás       | Összesítés | Összesítés |
| Versenyző                                 | Versenyszám | Pont    | Hely.   | Időhátrány | Idő           | Hely.         | Idő        | Helyezés   |
| ----------------------------------------- | ----------- | ------- | ------- | ---------- | ------------- | ------------- | ---------- | ---------- |
| Sami Kallunki                             | Egyéni      | 177,5   | 42.     | +5:40,0    | 44:49,7       | 14.           | 50:29,7    | 28.        |
| Jari Mantila                              | Egyéni      | 216,7   | 5.      | +1:18,7    | nem ért célba | nem ért célba | kiesett    | kiesett    |
| Pasi Saapunki                             | Egyéni      | 191,1   | 34.     | +4:09,4    | 44:54,0       | 15.           | 49:03,4    | 20.        |
| Teemu Summanen                            | Egyéni      | 208,3   | 12.     | +2:14,7    | 47:44,7       | 31.           | 49:59,4    | 24.        |
| Pasi Saapunki Jari Mantila Teemu Summanen | Csapat      | 561,2   | 7.      | +6:59      | 1:25:44,3     | 9.            | 1:32:43,3  | 7.         |

## Gyorskorcsolya
Férfi
| Versenyző     | Versenyszám | Eredmény | Helyezés |
| ------------- | ----------- | -------- | -------- |
| Harri Ilkka   | 500 m       | 38,48    | 26.      |
| Harri Ilkka   | 1000 m      | 1:17,96  | 34.*     |
| Timo Järvinen | 5000 m      | 7:30,88  | 32.      |
| Timo Järvinen | 10 000 m    | 14:50,75 | 21.      |

* - egy másik versenyzővel azonos eredményt ért el

## Jégkorong
| Finn férfi jégkorongcsapat-játékoskeret                                                                                               | Finn férfi jégkorongcsapat-játékoskeret                                                                                            | Finn férfi jégkorongcsapat-játékoskeret                                                      |
| --- | --- | -------------------------------------------------------------------------------------------- |
| - Timo Blomqvist - Kari Eloranta - Raimo Helminen - Hannu Järvenpää - Timo Jutila - Markus Ketterer - Janne Laukkanen - Harri Laurila | - Jari Lindroos - Mikko Mäkelä - Mika Nieminen - Timo Peltomaa - Arto Ruotanen - Timo Saarikoski - Simo Saarinen - Keijo Säilynoja | - Teemu Selänne - Ville Sirén - Petri Skriko - Raimo Summanen - Jukka Tammi - Pekka Tuomisto |

### Eredmények
A csoport
| Csapat           | M | Gy | D | V | G+ | G– | Gk  | P |
| ---------------- | - | -- | - | - | -- | -- | --- | - |
| Egyesült Államok | 5 | 4  | 1 | 0 | 18 | 7  | +11 | 9 |
| Svédország       | 5 | 3  | 2 | 0 | 22 | 11 | +11 | 8 |
| Finnország       | 5 | 3  | 1 | 1 | 22 | 11 | +11 | 7 |
| Németország      | 5 | 2  | 0 | 3 | 11 | 12 | –1  | 4 |
| Olaszország      | 5 | 1  | 0 | 4 | 18 | 24 | –6  | 2 |
| Lengyelország    | 5 | 0  | 0 | 5 | 4  | 30 | –26 | 0 |

| 1992. február 9. | Finnország (FIN) | 5 – 1 (1–0, 2–0, 2–1) | Németország | Méribel, Franciaország |

|  |  |  |  |  |
|  |  |  |  |  |
|  |  |  |  |  |
|  |  |  |  |  |

| 1992. február 11. | Finnország (FIN) | 9 – 1 (4–0, 1–0, 4–1) | Lengyelország | Méribel, Franciaország |

|  |  |  |  |  |
|  |  |  |  |  |
|  |  |  |  |  |
|  |  |  |  |  |

| 1992. február 13. | Egyesült Államok (USA) | 4 – 1 (1–0, 1–1, 2–0) | Finnország | Méribel, Franciaország |

|  |  |  |  |  |
|  |  |  |  |  |
|  |  |  |  |  |
|  |  |  |  |  |

| 1992. február 15. | Finnország (FIN) | 2 – 2 (1–0, 0–1, 1–1) | Svédország | Méribel, Franciaország |

|  |  |  |  |  |
|  |  |  |  |  |
|  |  |  |  |  |
|  |  |  |  |  |

| 1992. február 17. | Finnország (FIN) | 5 – 3 (3–0, 0–1, 2–2) | Olaszország | Méribel, Franciaország |

|  |  |  |  |  |
|  |  |  |  |  |
|  |  |  |  |  |
|  |  |  |  |  |

Negyeddöntő
| 1992. február 18. | Egyesített Csapat (EUN) | 6 – 1 (2–1, 2–0, 2–0) | Finnország | Méribel, Franciaország |

|  |  |  |  |  |
|  |  |  |  |  |
|  |  |  |  |  |
|  |  |  |  |  |

Az 5–8. helyért
| 1992. február 20. | Svédország (SWE) | 3 – 2 (2–0, 1–1, 0–1) | Finnország | Méribel, Franciaország |

|  |  |  |  |  |
|  |  |  |  |  |
|  |  |  |  |  |
|  |  |  |  |  |

A 7. helyért
| 1992. február 22. | Franciaország (FRA) | 1 – 4 (0–0, 0–2, 1–2) | Finnország | Méribel, Franciaország |

|  |  |  |  |  |
|  |  |  |  |  |
|  |  |  |  |  |
|  |  |  |  |  |

| Csapat     | Helyezés |
| ---------- | -------- |
| Finnország | 7.       |

## Műkorcsolya
| Versenyző         | Versenyszám  | Rövid program     | Rövid program | Rövid program | Kűr               | Kűr   | Kűr         | Összesítés         | Összesítés |
| Versenyző         | Versenyszám  | Több. hely. száma | Hely.         | Hely. pont.   | Több. hely. száma | Hely. | Hely. pont. | Helyezési pontszám | Helyezés   |
| ----------------- | ------------ | ----------------- | ------------- | ------------- | ----------------- | ----- | ----------- | ------------------ | ---------- |
| Oula Jääskeläinen | Férfi egyéni | 5×23+             | 23.           | 11,5          | 6×17+             | 17.   | 17,0        | 28,5               | 19.        |

| Versenyző                   | Versenyszám | Kötelező tánc 1   | Kötelező tánc 1 | Kötelező tánc 1 | Kötelező tánc 2   | Kötelező tánc 2 | Kötelező tánc 2 | Eredeti (original) tánc | Eredeti (original) tánc | Eredeti (original) tánc | Kűr               | Kűr   | Kűr         | Összesítés         | Összesítés |
| Versenyző                   | Versenyszám | Több. hely. száma | Hely.           | Hely. pont.     | Több. hely. száma | Hely.           | Hely. pont.     | Több. hely. száma       | Hely.                   | Hely. pont.             | Több. hely. száma | Hely. | Hely. pont. | Helyezési pontszám | Helyezés   |
| --------------------------- | ----------- | ----------------- | --------------- | --------------- | ----------------- | --------------- | --------------- | ----------------------- | ----------------------- | ----------------------- | ----------------- | ----- | ----------- | ------------------ | ---------- |
| Susanna Rahkamo Petri Kokko | Jégtánc     | 7×9+              | 9.              | 1,8             | 7×9+              | 9.              | 1,8             | 5×8+                    | 8.                      | 4,8                     | 6×9+              | 9.    | 9,0         | 17,4               | 9.         |

## Síakrobatika
Mogul
| Versenyző       | Versenyszám | Selejtező | Selejtező | Döntő   | Döntő    |
| Versenyző       | Versenyszám | Pont      | Helyezés  | Pont    | Helyezés |
| --------------- | ----------- | --------- | --------- | ------- | -------- |
| Janne Lahtela   | Férfi       | 21,76     | 18.       | kiesett | kiesett  |
| Petri Penttinen | Férfi       | 13,71     | 41.       | kiesett | kiesett  |
| Tero Turunen    | Férfi       | 21,40     | 20.       | kiesett | kiesett  |
| Minna Karhu     | Női         | 14,75     | 19.       | kiesett | kiesett  |

## Sífutás
Férfi
| Versenyző                                                  | Versenyszám         | Eredmény      | Helyezés      |
| ---------------------------------------------------------- | ------------------- | ------------- | ------------- |
| Jukka Hartonen                                             | 50 km               | nem ért célba | nem ért célba |
| Jari Isometsä                                              | 10 km               | 29:34,4       | 16.           |
| Jari Isometsä                                              | 15 km üldözőverseny | 40:50,0       | 12.           |
| Jari Isometsä                                              | 50 km               | 2:12:03,5     | 22.           |
| Harri Kirvesniemi                                          | 10 km               | 28:23,3       | 6.            |
| Harri Kirvesniemi                                          | 15 km üldözőverseny | 40:34,4       | 11.           |
| Harri Kirvesniemi                                          | 30 km               | 1:25:28,5     | 10.           |
| Mika Kuusisto                                              | 30 km               | 1:28:45,6     | 26.           |
| Mika Kuusisto                                              | 50 km               | 2:13:09,3     | 23.           |
| Mika Myllylä                                               | 10 km               | 29:17,0       | 14.           |
| Mika Myllylä                                               | 15 km üldözőverseny | 41:33,1       | 20.           |
| Mika Myllylä                                               | 30 km               | 1:30:08,8     | 34.           |
| Seppo Rantanen                                             | 30 km               | 1:30:25,6     | 38.           |
| Jari Räsänen                                               | 10 km               | 29:25,2       | 15.           |
| Jari Räsänen                                               | 15 km üldözőverseny | 41:29,9       | 19.           |
| Jari Räsänen                                               | 50 km               | 2:14:53,6     | 31.           |
| Mika Kuusisto Harri Kirvesniemi Jari Räsänen Jari Isometsä | 4 × 10 km váltó     | 1:41:22,9     |               |

Női
| Versenyző                                                                | Versenyszám         | Eredmény  | Helyezés |
| ------------------------------------------------------------------------ | ------------------- | --------- | -------- |
| Marja-Liisa Kirvesniemi                                                  | 5 km                | 15:33,2   | 31.      |
| Marja-Liisa Kirvesniemi                                                  | 15 km               | 44:02,7   | 6.       |
| Pirkko Määttä                                                            | 15 km               | 45:40,5   | 17.      |
| Tuulikki Pyykkönen                                                       | 5 km                | 15:31,1   | 29.      |
| Tuulikki Pyykkönen                                                       | 10 km üldözőverseny | 30:02,5   | 33.      |
| Marjut Rolig-Lukkarinen                                                  | 5 km                | 14:13,8   |          |
| Marjut Rolig-Lukkarinen                                                  | 10 km üldözőverseny | 26:52,1   | 4.       |
| Marjut Rolig-Lukkarinen                                                  | 15 km               | 43:29,9   |          |
| Marjut Rolig-Lukkarinen                                                  | 30 km               | 1:27:30,9 | 10.      |
| Sirpa Ryhänen                                                            | 15 km               | 46:06,9   | 22.      |
| Sirpa Ryhänen                                                            | 30 km               | 1:33:55,7 | 36.      |
| Jaana Savolainen                                                         | 5 km                | 15:19,9   | 26.      |
| Jaana Savolainen                                                         | 10 km üldözőverseny | 28:43,1   | 18.      |
| Jaana Savolainen                                                         | 30 km               | 1:32:49,4 | 28.      |
| Päivi Simukka                                                            | 30 km               | 1:34:21,7 | 37.      |
| Marja-Liisa Kirvesniemi Pirkko Määttä Jaana Savolainen Marjut Lukkarinen | 4 × 5 km váltó      | 1:00:52,9 | 4.       |

## Síugrás
| Versenyző                                                     | Versenyszám | 1. ugrás | 1. ugrás | 2. ugrás | 2. ugrás | Összesítés | Összesítés |
| Versenyző                                                     | Versenyszám | Pont     | Hely.    | Pont     | Hely.    | Pont       | Helyezés   |
| ------------------------------------------------------------- | ----------- | -------- | -------- | -------- | -------- | ---------- | ---------- |
| Risto Laakkonen                                               | Normálsánc  | 106,8    | 8.       | 93,9     | 31.      | 200,7      | 16.        |
| Risto Laakkonen                                               | Nagysánc    | 83,8     | 23.      | 80,4     | 16.      | 164,2      | 21.        |
| Mika Laitinen                                                 | Normálsánc  | 106,3    | 9.*      | 107,3    | 3.       | 213,6      | 5.         |
| Mika Laitinen                                                 | Nagysánc    | 97,8     | 8.       | 68,2     | 34.      | 166,0      | 19.        |
| Toni Nieminen                                                 | Normálsánc  | 112,3    | 2.       | 104,7    | 5.       | 217,0      |            |
| Toni Nieminen                                                 | Nagysánc    | 118,8    | 1.       | 120,7    | 1.       | 239,5      |            |
| Ari-Pekka Nikkola                                             | Normálsánc  | 82,6     | 54.      | 80,2     | 53.      | 162,8      | 53.        |
| Ari-Pekka Nikkola                                             | Nagysánc    | 79,1     | 31.*     | 70,3     | 32.      | 149,4      | 30.        |
| Toni Nieminen Ari-Pekka Nikkola Risto Laakkonen Mika Laitinen | Csapat      | 330,2    | 2.       | 314,2    | 1.       | 644,4      |            |

* - egy másik versenyzővel azonos eredményt ért el